# 畑中美耶子
畑中 美耶子（はたなか みやこ、1943年 - ）は、フリーアナウンサー、実業家、演出家、方言指導家。岩手県大迫町（現・花巻市）生まれ。

## 経歴
岩手県立盛岡第一高等学校卒業後、児童劇団時代から出入りしていた岩手放送（現・IBC岩手放送）に1962年、アナウンサーとして入社（同期に前田正二がいる）。1969年に当時の同僚でもある畑中茂夫と結婚。同時に岩手放送を退社して、フリーアナウンサーとなる。また、児童劇団「CATSきゃあ」主宰や、朗読、小学生中心の子供だけの劇団などの活動を開始。
また、岩手の方言（盛岡弁など）のスペシャリストとして、岩手県を舞台にしたテレビドラマや映画において「方言指導」を担当する。
1985年に女性フリーアナウンサー事務所「パネット」を設立し、1988年には代表取締役社長として同じIBC出身者とTVI出身者で率い、自らもイベント司会などで精力的に活動するほか、朗読、一人芝居など創作・演技活動を続けている。また、毎年暮れに開催される舞台「盛岡文士劇」でも、自ら重要キャストを演じ、さらに他県出身の各局アナウンサーに盛岡弁を指導している。
2011年7月1日、旧・岩手県立図書館の建物を利用して同日開館した展示施設「もりおか歴史文化館」館長に就任した。2022年3月31日で退任。

## 舞台
- 盛岡文士劇

現代劇編で、花道から登場して方言丸出しで客と会話をし、場を暖めるのが通例となっている。

## テレビドラマ
- 火怨・北の英雄 アテルイ伝（2013年1月 - 2月、NHK BSプレミアム） - 日高タキ 役

## 映画
- アテルイ（2002年12月2日） - 俘囚の老女 役

## 関連人物
- 土村萌・土村芳姉妹
  - 2人は、児童劇団『CATSきゃあ』の元・所属者で、姉・萌は2008年〜13年まで、畑中と同じくIBCのアナウンサーだった。妹・芳は、現在も女優を続けており、2016年〜17年のNHK連続テレビ小説『べっぴんさん』に出演していた。